# Un nouvel espoir (Stargate)
Pour les articles homonymes, voir Life (homonymie).
Un nouvel espoir est le neuvième épisode de la première saison de la série télévisée Stargate Universe.

## Résumé
Le Destinée est en VSL. On y voit les membres de l'expédition s'occuper dans la vie quotidienne, parmi eux le colonel Everett Young est en train de surveiller le Dr Nicholas Rush, Eli Wallace fait des simulations avec les données de la tentative de sauvetage menée par le colonel David Telford, et le Dr Volker tente de faire pousser des plantes.
Sur Terre, au système de défense terrien, le colonel Telford attend la prochaine communication avec le vaisseau, mais on lui dit que son tour est fini, et que le général O'Neill lui ordonne de se reposer. En se changeant dans les vestiaires, il appelle Emily Young, la femme du colonel Young, pour lui proposer de dîner chez elle. Pendant le repas, Emily lui dit qu'elle est reconnaissante envers Telford, car lui seul peut comprendre ce qu'elle endure, celui-ci la remercie, et lui dit qu'il se sent obligé de lui dire certaines choses à propos de son mari.
Sur le Destinée, un groupe de personnes court dans les couloirs du vaisseau pour se maintenir en forme physique. Le groupe, mené par le lieutenant Matthew Scott, arrive vers la chambre d'Eli. Lorsque celui-ci s'aperçoit qu'il est dans sa chambre, Scott lui fait remarquer qu'il était censé venir courir avec eux, mais Eli lui répondit qu'il est occupé, et qu'il courra le lendemain.
Dans le mess, Tamara Johansen s'assoie vers le sergent Spencer, qui n'a plus de calmant. Elle lui demande s'il va bien, et celui-ci lui répond oui d'un ton n'admettant aucune réplique. T.J continue à lui parler, mais celui-ci lui indique très fermement qu'il va bien.
Un moment plus tard, Rush appelle Eli par radio car il vient de sécuriser deux autres parties du Destinée, et qu'il a besoin d'un kino. Eli lui répond qu'il est occupé, et le docteur Rush lui demande ce qu'il fait. Se sentant pris au piège dans cette question, Eli lui dit alors qu'il ne peut rien dire. Indigné, Rush lui demande pourquoi, sur ce, Eli lui répond qu'on lui a demandé de ne rien dire, et que s'il veut plus de précision il doit aller parler avec Young.
Dans un couloir du vaisseau, T.J informe Young sur l'état de Spencer, et lui demande de faire des évaluations psychologiques pour tout le monde. Dans une des nouvelles parties sécurisées du vaisseau, une équipe de militaires, dont fait partie le sergent Ronald Greer, avec l'aide de Rush par l'intermédiaire d'un kino, découvre une salle où se trouve un siège qui est en fait une ancienne bibliothèque des anciens sur le modèle des chaises de contrôle comme sur Atlantis ou dans les avant-postes Anciens, mais Young et Rush ne sont pas d'accord sur le fait de l'utiliser ou non, tandis que pendant ce temps là, T.J commence ses évaluations psychologiques, et Eli, fait des simulations pour alimenter la porte pour composer les coordonnées de la Terre, mais celles-ci se terminent toujours par des échecs. Arrive Scott qui est informé par le colonel que c'est à son tour d'aller sur Terre, grâce aux pierres de communication, même si celui-ci dit qu'il peut attendre, et lui fait également savoir que c'est Camile Wray qui ira avec lui.
Dans la salle où sont entreposées les pierres de communication, Telford demande pourquoi Young n'a pas partagé les données de l'essai, et que les meilleurs scientifiques sont prêts à les aider.
Sur Terre, à peine sortie du Système de défense terrien, Camille est interpellée par le directeur du Comité international de surveillance qui lui dit que Telford a fait modifier ses plans, mais Camille l'interrompt en lui disant que Young et Rush ne l'écouteront pas.
Pour le lieutenant Scott, étant donné que c'est la première fois qu'il revient sur Terre, on lui remet son courrier, et son superviseur.
Dans le Destinée, T.J poursuit ses entretiens, tandis que le reste de l'équipage s'entraîne sous les ordres du sergent Spencer. C'est alors pendant cet entraînement qu'intervient une forte altercation en le Dr Franklin, qui ne va pas très vite, et Spencer, qui lui dit de recommencer à chaque fois les exercices en l'insultant. Sur Terre, Scott va voir une ancienne connaissance, il s'agit en fait d'Annie Balic, son ex-petite amie. Un enfant est à la fenêtre de sa maison, et lui demande si elle est là, l'enfant lui répond qu'elle est sa mère.
C'est au tour de Camille de revoir sa compagne.

## Distribution
- Robert Carlyle : Dr. Nicholas Rush
- Justin Louis : Everett Young
- Brian J. Smith : Matthew Scott
- Elyse Levesque : Chloe Armstrong
- David Blue : Eli Wallace
- Alaina Huffman : Tamara Johansen
- Jamil Walker Smith : Ronald Greer
- Ming-Na : Camile Wray
- Peter Kelamis : Adam Brody
- Julia Anderson : Vanessa James
- Josh Blacker : Sergeant Spencer
- Jeffrey Bowyer-Chapman : Darren Becker
- Patrick Gilmore : Dale Volker
- Lou Diamond Phillips : Colonel David Telford
- Jennifer Spence : Lisa Park
- Reiko Aylesworth : Sharon
- Josh Blacker : Sergent Spencer
- Mark Burgess : Jeremy Franklin
- Ona Grauer : Emily Young
- Michael Karl Richards : Major Peterson
- Sandy Sidhu : Dr. Mehta
- Sarah Smyth : Annie Balic

## Musique
La chanson "Worst Day Since Yesterday" de Flogging Molly est utilisé en introduction et en conclusion de l'épisode.
Celle de Deb Talan intitulée "Comfort" est entendue durant la scène entre Camille et Sharon.